# Pantanodon
Pantanodon – rodzaj ryb karpieńcokształtnych z rodziny piękniczkowatych (Poeciliidae).

## Klasyfikacja
Gatunki zaliczane do tego rodzaju:
- Pantanodon madagascariensis
- Pantanodon stuhlmanni